# Mario Rapisardi

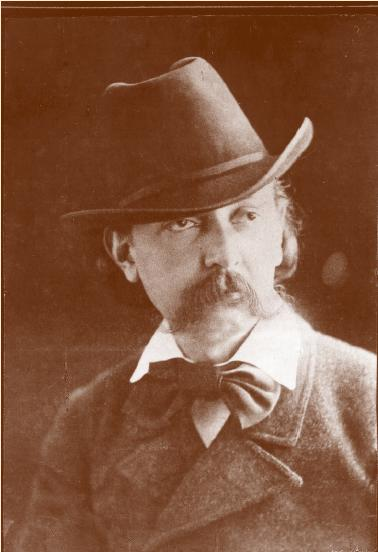
Mario Rapisardi

Mario Rapisardi (* 25. Februar 1844 in Catania; † 4. Januar 1912 ebenda) war ein italienischer Dichter.

## Leben und Werk
Mario Rapisardi war zuerst am Lyzeum, dann an der Universität seiner Vaterstadt als Professor für italienische Literatur angestellt. Mit Giselda Foianesi war er unglücklich verheiratet; und sie verließ ihn, da sie Giovanni Verga liebte. Dieses emotionale persönliche Erlebnis zeitigte ebenso deutliche Spuren in seinen literarischen Arbeiten wie seine Liebesbeziehungen zu zwei anderen Frauen. Eine stürmische  Kontroverse trug er mit Giosuè Carducci aus, deren Ursache in einer Anspielung Rapisardis in seinem Epos Lucifero begründet lag. Rapisardo ging aus diesem Konflikt als Verlierer hervor, was sein Gefühl der Einsamkeit noch steigerte.
Rapisardi machte sich vornehmlich als philosophischer und Reflexionspoet einen Namen. Seine beiden Hauptwerke in dieser Richtung sind La Palingenesi (Florenz 1868, 3. Auflage 1878) und Lucifero (Mailand 1877, 3. Auflage 1880). Das erstere dieser geschichtsphilosophischen Epen verfolgt die Phasen der Entwicklung des Menschheitslebens, als deren Marksteine der Dichter das Heidentum, das Kreuz, den Streit der Päpste und der Kaiser, die Kreuzzüge, Luther, die Knechtung der Völker und den Krieg, die Revolutionen, Italien und Pius IX. und die Zukunft hinstellt. Im Lucifero beschäftigt er sich nach einer kurzen die Vorzeit umfassenden, in mythischer Form gehaltenen Einleitung mit dem Völkerleben der Neuzeit, namentlich mit dem großen Deutsch-Französischen Krieg von 1870/71 und den neuesten Geschicken Italiens.

## Weitere Werke
- Manfred, Versdrama
- Ricordanze, Gedichte, 1872; 3. Aufl. 1881
- Catullo e Lesbia, Studien, 1875
- Giustizia, Gedichte, 1883; 5. Auflage 1899
- Giobbe, Trilogie, 1884
- Poesie religiose, Gedichte, 1887
- Elegie, Gedichte, 1889
- Empedocle ed altri versi, Gedichte, 1892
- Atlantide, Gedicht 1894
- L’asceta ed altri poemetti, Gedichte, 1904

- Ausgewählte Gedichte. Mit einem Vorwort und Anmerkungen von Carlo Sambucco.  Heidelberg 1914.

Auch lieferte Rapisardi Übersetzungen von Catull, Horaz sowie Lukrez und veröffentlichte eine Auswahl seiner Gedichte (Versi scelti e riveduti, Mailand 1888). Eine Ausgabe seiner Opere ordinate e corrette erschien in sechs Bänden (Catania 1894–97).